# 海豐崙 (雲林縣)
海豐崙，是台灣雲林縣斗六市的一個傳統地域名稱，位於該市中北部。相較於今日行政區，其範圍大致包括八德里不含最南端、明德里不含北部中西段凸出部分、鎮北里、鎮東里北大半部、公誠里不含南端、三平里北半部、虎溪里東部凸出部分的南半部。

## 歷史
台灣清治末期至日治初期，海豐崙地區為一街庄，稱為「海豐崙庄」，隸屬於斗六堡。該庄北邊西段與竹圍仔庄為鄰，北邊東段及東邊北段與石榴班庄為鄰，東邊南段與內林庄為鄰，南邊為菜公庄、林子頭庄、斗六街，西邊為保長廍庄。
1901年（日治明治三十四年）11月，全台廢縣廳改設二十廳，該庄隸屬於斗六廳。1903年（明治三十六年）6月，該庄編入「斗六區」，隸屬於斗六廳。1909年（明治四十二年）10月，合併二十廳為十二廳，斗六區改隸屬於嘉義廳。1920年（大正九年），全台地方制度大改正，廢十二廳改設五州二廳，該庄改制為「海豐崙」大字，隸屬於臺南州斗六郡斗六街。
戰後斗六街改制為斗六鎮，隸屬於臺南縣，大字亦改制為里。1946年8月，斗六、林內分治，本地區仍隸屬斗六鎮。1950年10月，雲、嘉、南分治，斗六鎮改隸屬雲林縣。1981年，斗六鎮升格為縣轄斗六市。

## 聚落
本地區發展較早的聚落有海豐崙、朱丹灣、瓦磘（黑瓦磘）等，在日治期初期的官方地圖上已有記載。此外，本地區尚有大竹圍聚落。

## 交通
台鐵縱貫線是台灣西部南北鐵路幹線，大致以東北—西南走向繞大彎轉東微北—西微南走向再繞大彎轉東北—西南走向經過海豐崙地區，境內未設站，但斗六車站即在本地區南部中央偏西側邊界外緣，屬一等站，除部分普悠瑪號、自強號外，其餘列車皆停靠。由此可前往台鐵沿線各站。
國道3號又稱「福爾摩沙高速公路」，是貫穿台灣西部的兩條縱向高速公路之一，大致以西北微北—東南微南走向繞大彎轉北向南再繞大彎轉東北—西南走向蜿蜒經過本地區東部邊界外不遠處。北側最近的交流道是省道台3線交會處的斗六交流道；南側最近的是古坑交流道，包括縣道149甲線交會處北側匝道（僅供南出北入）及縣道158甲線交會處的南側匝道（僅供南入北出），兩匝道之間另夾有古坑系統交流道，即省道台78線（東西向快速公路－台西古坑線）東側端點。由此可快速前往台灣南北各地及雲林縣中、西部。
省道台1丁線（西平路）是莿桐經斗六至斗南的幹道，大致以西北—東南走向經過本地區西南部邊界。由該道路向西北轉北北西可前往保長廍東北部、竹圍子西南端、大埔尾、樹子腳西南端、莿桐市區南側並止於省道台1線路口；向東南經斗六市中心轉西南可前往大潭與保長廍交界地帶、保長廍西南端、九老爺北端、新庄並止於其西部邊界地帶的省道台1線另一路口（斗南市區北郊）。
省道台3線（文化路、大學路一段）俗稱「內山公路」，是臺北至屏東的幹道，大致以東北東—西南西走向轉北北東—南南西走向經過本地區東南部。由該道路向東北東轉東北經國道3號斗六交流道後可前往林內、竹山、名間、南投等地；向南南西繞大彎轉西南微南再轉西南西再轉南繞過斗六市區東南側可前往古坑、梅山、竹崎等地。
縣道154乙線（鎮北路）是莿桐鄉饒平（樹子腳）至古坑鄉永光的道路，大致以北北西—南南東走向轉北微西—南微東走向經過本地區中部偏西地帶。由該道路向北北西可前往竹圍子西南部、大埔尾東部、麻園（莿桐鄉）西南端、麻園與樹子腳交界地帶並止於縣道154號路口；向南微東轉西南微南經斗六市中心轉南南東可前往大潭東部、大崙東部、水碓、古坑市區、麻園（古坑鄉）並止於省道台3線路口。
鄉道雲65線（萬年路）是重興（芎蕉腳）至斗六的道路，其西南側端點（終點）位於本地區中部偏西北的縣道154乙線路口。由此向東北出境後，可前往竹圍子、烏塗子西北端、新庄子地區芎蕉腳聚落並止於縣道154號路口。

## 橋梁
- 林子頭溪橋（台鐵縱貫線）
- 海豐崙橋
- 石榴班橋（台3線）

## 學校
- 斗六國中
- 鎮東國小
- 雲林縣斗六市公誠國民小學
- 雲林縣斗六市林投國民小學

## 文化資產
- 斗六真一寺（縣定古蹟）
- 斗六稅捐處職務宿舍（歷史建築）
- 海豐崙媽聖南宮（宗教信仰中心）

## 運動休閒
- 斗六棒球場